# Gerris lateralis
Gerris lateralis är en insektsart som beskrevs av Theodor Emil Schummel 1832. Gerris lateralis ingår i släktet Gerris, och familjen skräddare. Arten är reproducerande i Sverige.